# Ріверсайд (округ Стубен, Нью-Йорк)
Ріверсайд (англ. Riverside) — селище (англ. village) в США, в окрузі Стубен штату Нью-Йорк. Населення — 423 особи (2020).

## Географія
Ріверсайд розташований за координатами 42°9′19″ пн. ш. 77°4′48″ зх. д. / 42.15528° пн. ш. 77.08000° зх. д. (42.155186, -77.079970).  За даними Бюро перепису населення США в 2010 році селище мало площу 0,80 км², з яких 0,78 км² — суходіл та 0,01 км² — водойми.

## Демографія
Згідно з переписом 2010 року, у селищі мешкало 497 осіб у 219 домогосподарствах у складі 137 родин. Густота населення становила 625 осіб/км².  Було 236 помешкань (297/км²).
Расовий склад населення:
| - 95,8 % — білих - 3,0 % — чорних або афроамериканців - 0,4 % — корінних американців |

До двох чи більше рас належало 0,8 %. Частка іспаномовних становила 2,2 % від усіх жителів.
За віковим діапазоном населення розподілялося таким чином: 21,5 % — особи молодші 18 років, 62,4 % — особи у віці 18—64 років, 16,1 % — особи у віці 65 років та старші. Медіана віку мешканця становила 41,3 року. На 100 осіб жіночої статі у селищі припадало 96,4 чоловіків;  на 100 жінок у віці від 18 років та старших — 97,0 чоловіків також старших 18 років.
Середній дохід на одне домашнє господарство  становив 51 035 доларів США (медіана — 42 500), а середній дохід на одну сім'ю — 59 559 доларів (медіана — 48 929). Медіана доходів становила 39 750 доларів для чоловіків та 41 250 доларів для жінок. За межею бідності перебувало 16,3 % осіб, у тому числі 18,9 % дітей у віці до 18 років та 5,2 % осіб у віці 65 років та старших.
Цивільне працевлаштоване населення становило 247 осіб. Основні галузі зайнятості: освіта, охорона здоров'я та соціальна допомога — 27,1 %, виробництво — 22,3 %, мистецтво, розваги та відпочинок — 17,8 %.